# GD 61
GD 61 (WD 0435+410) es una enana blanca en la constelación de Perseo de magnitud aparente +14,80.
Se encuentra a 52 pársecs (170 años luz) de distancia del sistema solar.

## Características físicas
GD 61 tiene una temperatura efectiva de 17.280 K.
Su atmósfera es rica en helio, estando catalogada como de tipo espectral DBZ.
Tiene una masa de 0,71 masas solares, por lo que la estrella progenitora era una estrella blanca de la secuencia principal de tipo A0V tres veces más masiva que el Sol.
Su tiempo de enfriamiento como remanente estelar se estima en 600 millones de años.

## Composición elemental
El telescopio espacial Spitzer ha permitido conocer que GD 61 se halla rodeada por un disco circunestelar.
Su atmósfera se halla muy contaminada por oxígeno, silicio y magnesio, así como, en menor grado, por hierro y calcio.
Dicha contaminación se ha interpretado como el resultado de la caída de escombros provenientes de un objeto de tamaño planetario o de un asteroide grande rico en hielo.
El material contaminante está empobrecido en hierro en relación con los contenidos de magnesio y silicio.
Se ha especulado que pudo haber acaecido algún evento, semejante a la hipótesis de formación de la Luna, que haya favorecido dicho empobrecimiento.
Sin embargo, GD 61 es muy pobre en carbono; en relación con el Sol, su contenido es 1000 veces inferior. Dado que el carbono es considerado un elemento volátil, parece poco probable que el cuerpo responsable de la contaminación fuera a la vez rico en hielo pero pobre en carbono.